# Томас де Куинси
Томас де Куинси (Thomas De Quincey; Thomas de Quincey; * 15 август 1785 г., Манчестър; † 8 декември 1859 г., Единбург) е английски писател, есеист и журналист. Най-популярна е неговата автобиографична книга „Изповеди на английски пушач на опиум“ (Confessions of an English Opium-Eater, 1822).